# Tambo River
Der Tambo River ist ein Fluss im östlichen Gippsland im australischen Bundesstaat Victoria mit einer Gesamtlänge von mehr als 170 Kilometern.
Er ist der längste Fluss im Tambo-Nicholson-Basin, der sich von den steilen, bewaldeten Südhängen der australischen Alpen durch Wälder und Farmland bis zu den Gippsland-Seen erstreckt.

## Geographie und Hydrologie

### Flusslauf

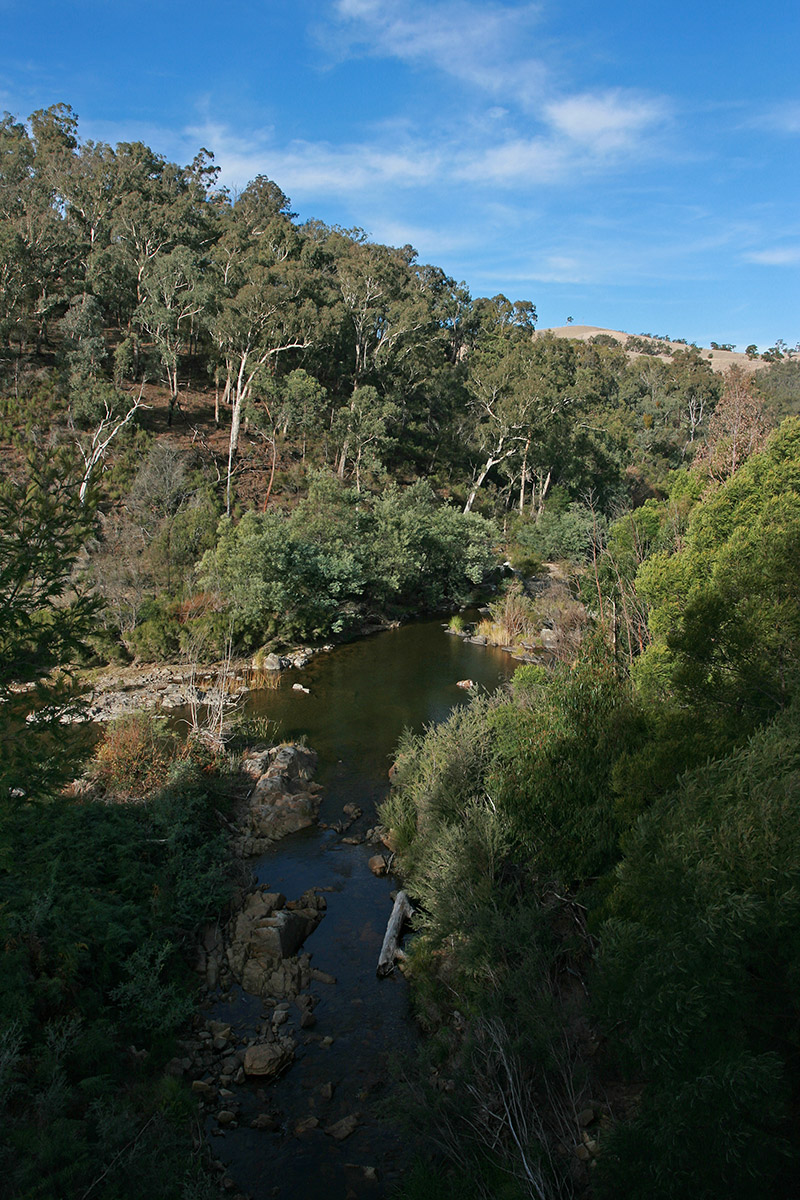
Zusammenfluss von Tambo River und Hauted Stream bei Tambo Crossing

Der Tambo River entspringt in den Bowen Mountains in den südlichen australischen Alpen, Teil der Great Dividing Range, ca. 20 km östlich von Benambra. Er fließt nach Süden in den Lake King, einen der Gippsland-Seen. An seinem Lauf liegen folgende Städte und Gemeinden: Bindi, Tongio, Swifts Creek, Ensay, Tambo Crossing, Bruthen, Tambo Upper, Swan Reach und Johnsonville.
Der Fluss verlässt die Berge, wo er seine eigentliche Quelle in der Nähe von Bindi, nördlich von Swifts Creek, hat, und von Bindi fließt er durch das Tambo Valley nach Bruthen. Die Great Alpine Road führt ab Tongio am Fluss entlang und folgt ihm fast durch das gesamte Tambo Valley nach Süden. Das Tal ist von Bindi bis südlich von Ensay relativ weit und flach und wird landwirtschaftlich genutzt. Dort wird es aber wieder enger und der Fluss wird von steilen, bewaldeten Hängen gesäumt. Nördlich von Bruthen öffnet sich das Tal erneut und der Fluss nimmt seinen Weg durch eine fruchtbare Ebene bis zum Lake King. Diese Ebene ist von Getreideanbau, Milchwirtschaft und Rinderzucht geprägt.

### Flussbett
Bei Bindi ist das Flussbett etwa 5 m breit. Bei Swifts Creek und Ensay beträgt die Breite ca. 12 m bei einer Wassertiefe bis zu 1,4 m und das Bett besteht aus Schotter und Kies. Im engen, bewaldeten Flusstal zwischen Ensay und Bruthen ist der Fluss bis zu 20 m breit und das Bett besteht aus Fels, Geröll, Schotter, Sand und Schlamm. Zwischen Bruthen und Tambo Upper tritt umfangreiche Sedimentation auf und das Flussbett ist über 25 m breit, aber im Sommer typischerweise weniger als 0,5 m tief. Es besteht in diesem Bereich nur aus Sand. Bei Tambo Upper wird der Fluss wieder schmäler und das Bett besteht ab dort bis zur Mündung hauptsächlich aus Schlamm.

### Nebenflüsse
Der Tambo River hat eine Reihe wichtiger Nebenflüsse. Die beiden größten sind der Little River, der dem Tambo River bei Ensay von Norden zufließt und der Timbarra River der südöstlich von Tambo Crossing aus Osten kommt. Der Tambo River South Branch, der auf den Nunniong Plains in den Hügeln östlich von Bindi entspringt, fließt nach Norden und stößt auf den Hauptfluss nahe seiner Quelle. Einige Fließgewässer, die nicht das ganze Jahr Wasser führen, fließen ebenfalls in den Tambo River, z. B. der Swifts Creek, der am Ort gleichen Namens von Norden kommt, der Haunted Stream, der nördlich von Tambo Crossing aus Westen zufließt, sowie einige kleinere Bäche, wie der Junction Creek und der Deep Creek.

## Ökologie

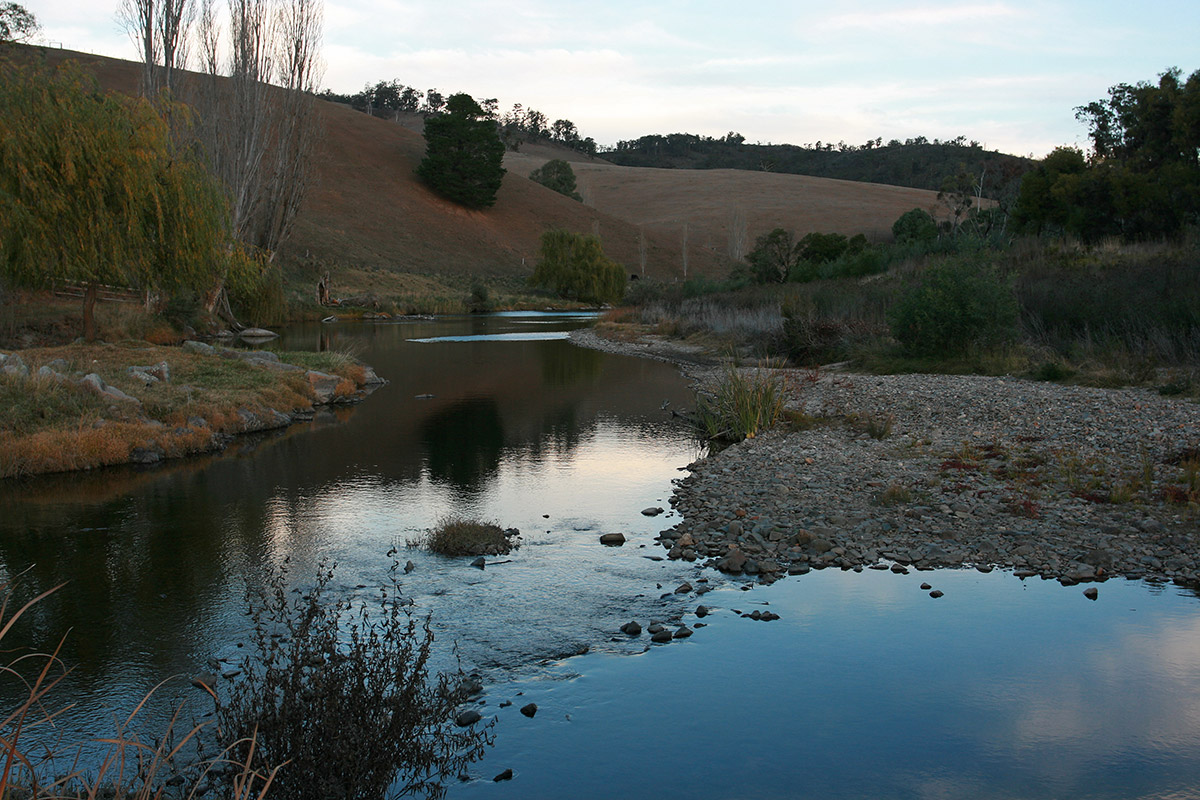
Blick nach Süden von der Mündung des Haunted Stream bei Tambo Crossing

Am Mittellauf des Tambo River bei Ensay und Swifts Creek beträgt der durchschnittliche jährliche Niederschlag 500–700 mm, am Unterlauf bei Bruthen sind es 700–1000 mm. Der Oberlauf des wichtigen Nebenflusses Timbarra River bekommt üblicherweise mehr Niederschläge. Tambo River und Timbarra River führen relativ zuverlässig Wasser. Im Einzugsgebiet des Tambo River und Nicholson River gibt es wichtige Feuchtgebiete.

### Flora
An den Oberläufen der Flüsse gibt es Eukalyptushochwälder, alpine und subalpine Vegetation, wogegen der Mittel- und Unterlauf des Tambo River niedrigere Mischwälder aufweist. Die Auwaldvegetation in der Gegend zwischen Swifts Creek und Ensay besteht hauptsächlich aus Gras und Weiden, wobei es wenig Ufererosion oder Sedimentation gibt. Der Auwald an den steilen Hängen zwischen Ensay und Bruthen ist noch ursprünglicher; er besteht aus Akazien, Eukalyptus und anderen einheimischen Baumarten, während die eingeführten Baumarten nahe Bruthen einen größeren Anteil haben.

### Fauna
Der von Aussterben bedrohte Australische Forellenhechtling (Prototroctes maraena, Australian grayling) aus der Familie der Neuseelandlachse kommt in großer Zahl im Tambo River vor. Der Fluss gilt auch als gutes Fischwasser für die  Meerbrasse Acanthopagrus butcheri (southern black bream). Besonders am Unterlauf trat dieser Fisch in großer Zahl auf. Der Dorschbarsch Macquaria colonorum (estuary perch) tritt auch häufig im Tambo River auf. Weitere typische einheimische Fischarten dieses Flusses sind der Dorschbarsch Macquaria novemaculeata (Australian bass), der Kurzflossen-Aal (Anguilla australis, Gattung Aale), der Schlangenaal Scolecenchelys breviceps (long-finned worm eel), Schläfergrundeln (gudgeons) und der Dorschbarsch Gadopsis marmoratus (river blackfish). Importierte Arten sind die Bachforelle und der Karpfen.

### Verschmutzung und Umweltschutz
Der natürliche Zustand des Flusses wurde in verschiedenen Abschnitten in großem Umfang durch Einschwemmungen und eingeschlepptes Unkraut, wie Weiden, Brombeeren und Vinca beeinträchtigt. Durch Einschwemmungen verursachte Algenblüten hat man schon im Unterlauf und in den Gippsland-Seen beobachtet. Freizeitbootsverkehr und Fischerei haben zu Ufererosion am Unterlauf geführt.
Die Lower Tambo Landcare Group wurde 1998 gegründet und deckt ein Gebiet von 10.965 ha am Unterlauf des Tambo River ab. Die Gruppe hat sich zum Ziel gesetzt, die Wiederansiedlung einheimische Flora an den Flussufern, in Feuchtgebiete und an Straßenrändern zu fördern, Grundstückseigentümer zum Abzäunen gefährdeter Flächen für einheimische Pflanzenarten zu überreden und Neobiota zu kontrollieren.

## Geschichte
Durch seine Länge durchfließt der Tambo River das Gebiet von mindestens zwei Aboriginesstämmen. Der Jaimathang-Stamm vom Oberlauf des Murray River eroberten den Oberlauf des Flusses und die Brabiralung-Stamm der Kurnai siedelte sich am Unterlauf im Süden an. Laut Alfred Howitt lag die Grenze zwischen den beiden Stammesgebieten bei Tongio, etwa 10 km nördlich des heutigen Ortes Swifts Creek.
Der Ursprung des Namens Tambo ist nicht mit Sicherheit bekannt, aber man glaubt, dass es sich um einen Aborigines-Namen aus der Sprache der Jaimathang handelt, dessen Bedeutung verloren ging. Vermutlich bedeutet der Name einfach „Fisch“. Reverend Friedrich Hagenauer schrieb den Namen dieses Flusses als Berrawan River auf.
Die ersten Einwanderer aus Europa, die dem Lauf des Flusses folgten, war vermutlich eine Gruppe unter der Führung von Walter Mitchell, die Anfang 1839 von Aborigines auf eine Route aus dem Norden über die Tongio Gap südlich von Omeo das Flusstal hinunter nach Bruthen und zu den Gippsland-Seen und wieder zurückgeführt wurden. Etwa zur selben Zeit baute die Familie Buckley in Tongio eine Rinderzuchtstation auf. Ende 1839 gründete Angus McMillan eine Station etwas weiter südlich in der Nähe des heutigen Ensay und nutzte auch Aborigines-Führer für seine Erkundungen weiter das Tal hinunter und etwas später auch in andere Teile von Gippsland. Die frühen Entdecker bemerkten, dass die Pfade den Fluss und das Tal entlang häufig von Aborigines genutzt wurden, aber auf Strecken, wie z. B. dem Abschnitt zwischen Tambo Crossing und Bruthen, wo der Fluss schlecht zugänglich ist, wie die heutigen Hauptstraßen auf die Berge auswichen.

## Bootsverkehr und Fischerei

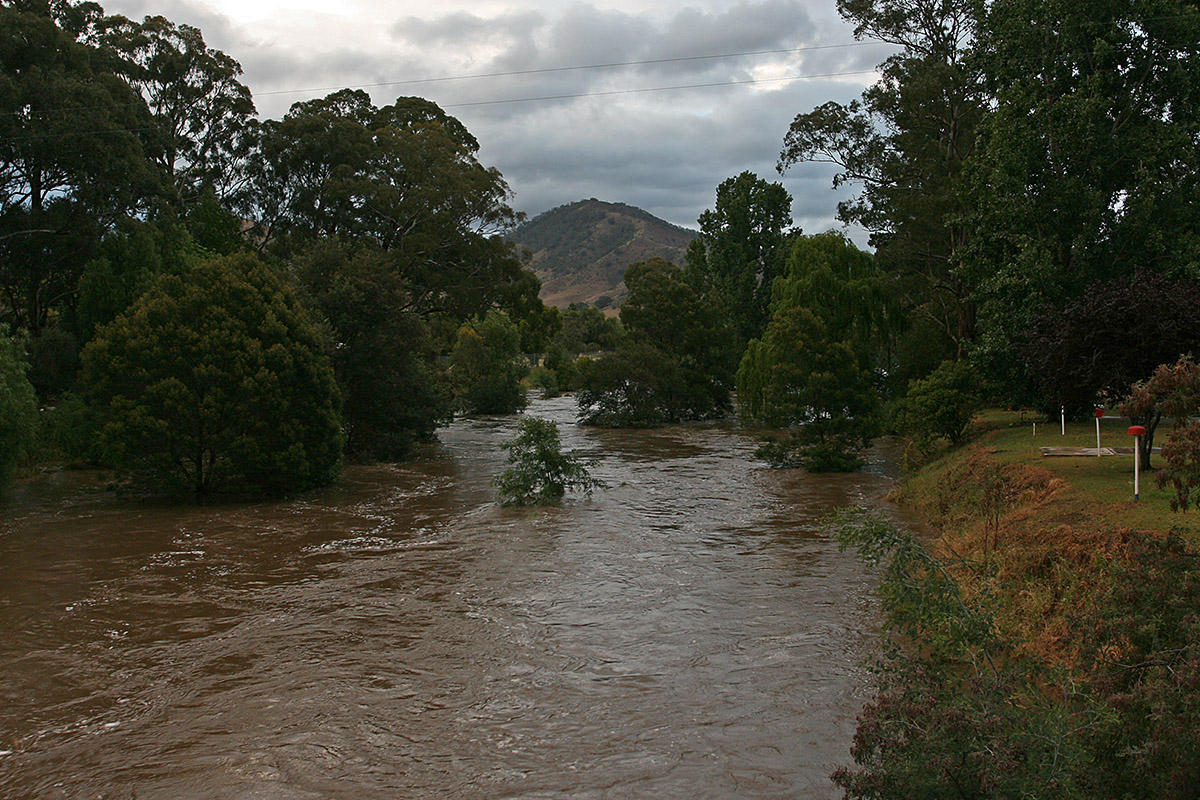
Hochwasser am Tambo River bei Swifts Creek, Blick nach Norden

Der Unterlauf des Tambo River in der Nähe des Ästuars ist bei Freizeitkapitänen beliebt, aber der Ober- und Mittellauf sind wegen der Uferbeschaffenheit und der geringen Tiefe und Breite für diese Aktivitäten ungeeignet.
Einige Flussabschnitte, wiederum besonders am Ästuar, werden von Freizeitfischern genutzt, allerdings gilt der Fluss auf weite Strecken als ungeeignet für Angler, da angelbare Fischarten fehlen. Einige Nebenflüsse haben stabile Bachforellenpopulationen, aber der Tambo River selbst bietet heute südlich von Bindi wenig Forellen, wenn auch der Fischbestand bis 1974 beträchtlich war. Da es keine physikalischen Barrieren für die Ausbreitung der Fische gibt, glaubt man, dass natürliche Chemikalien aus einigen Quellen des Flusses bestimmte Fischpopulationen, wie die Forelle, vergiften. Ein anderer Grund könnte in den hohen Wassertemperaturen im Sommer liegen, weil man in den kühleren Monaten ein paar Forellen im Tambo River gefunden hat.

## Verwaltung
Das Einzugsgebiet des Tambo River wird von der East Gippsland Catchment Management Authority verwaltet. Die East Gippsland Region Water Authority kümmert sich um die Nutzung des Flusses für Trinkwasser und die Gippsland & Southern Rural Water Authority und die Bewässerung anliegender landwirtschaftlicher Flächen. Eine Abteilung des Department of Primary Industries der Staatsregierung von Victoria, die Fisheries Victoria, DPI ist für den Fischbestand und die Fischereipolitik zuständig.
Die Wasserversorgung der Stadt Swifts Creek wird vom Fluss gespeist. Auch in Bruthen wird Flusswasser verwendet, ebenfalls von einigen privaten Nutzern entlang des Flusses.